# Aclytia conjecturalis
Aclytia conjecturalis är en fjärilsart som beskrevs av Max Wilhelm Karl Draudt 1930. Aclytia conjecturalis ingår i släktet Aclytia och familjen björnspinnare. Inga underarter finns listade i Catalogue of Life.